# Psenamon II

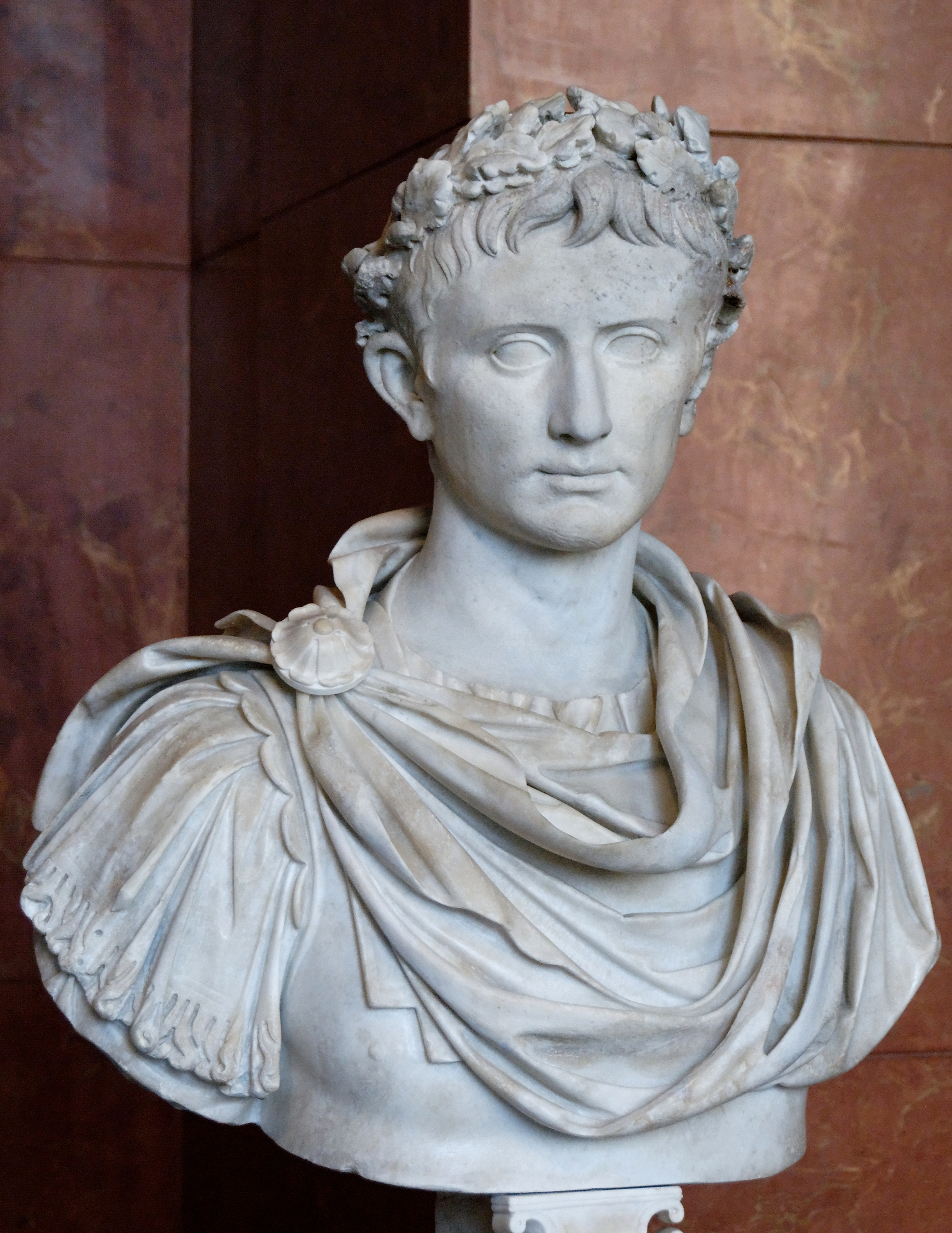
Busto dell'imperatore romano Augusto, che nominò Psenamon II gran sacerdote di Ptah e di Cesare (Museo del Louvre, Parigi)

Psenamon, traslitterato anche come Psenamun o Psenamunis, (in egizio: pꜢ-šrỉ-n-imn; 49/48 a.C. – post. 23 a.C.), noto nella storiografia moderna come Psenamon II, è stato un nobile e sacerdote egizio, gran sacerdote di Ptah a Menfi dal 28/27 a.C. alla sua morte.

## Biografia

### Origini familiari
Psenamon faceva parte del ramo di Letopoli della casata dei grandi sacerdoti di Ptah di Menfi, divenuto il principale dopo l'estensione della linea primogenita: era figlio di Psenamon I e Tnepheros, tra loro fratelli. I nonni erano Khahapi e Harankh, gli zii Psenptah III e Taimhotep e i cugini Psenptah IV e Pedubast minore (tra gli altri).

### Vita pubblica e morte
A seguito della morte del padre, nel 28/27 a.C. Psenamon fu nominato gran sacerdote di Ptah dall'imperatore romano Augusto, che da poco aveva conquistato l'Egitto tolemaico; Augusto, per farsi accettare anche dalla popolazione egizia, decise di affidare a Psenamon anche il titolo di sacerdote di Cesare, insieme alla madre Tnepheros. La donna morì nel 23 a.C. e da quel momento non si hanno più notizie di Psenamon, che fu l'ultimo gran sacerdote di Ptah.